# جنبش امل
جنبش اَمَل یکی از دو حزب عمده شیعه در لبنان است. این جنبش در سال ۱۹۷۱ توسط سید موسی صدر و مصطفی چمران پایه‌گذاری شد. جنبش امل یکی از طرف‌های درگیر در جنگ داخلی لبنان بود. هم‌اکنون نبیه بری دبیرکل جنبش امل است.

## جایگاه شیعیان
انتخابات سال ۱۹۳۲. م در لبنان که با حمایت فرانسه صورت گرفت، هیچ‌گونه امتیازی به شیعیان نداد و تمام اختیارات سیاسی، اقتصادی و اجتماعی را در اختیار مسیحیان مارونی قرار داد. میثاق ملی سال ۱۹۴۳. م نیز نظرات جامعه در حال کثرت شیعیان را تأمین نکرد. تنها پس از ۱۵ سال درگیری و قدرت گرفتن نظامی و تا اندازه‌ای حکومتی شیعیان بود که منجر به توافق طائف (۱۹۹۰) گردید که تا حدودی عرصه را برای حضور فعال‌تر شیعیان در صحنه سیاسی لبنان فراهم کرد.
شیعیان به واسطه عدم سازمان‌دهی و رهبری مقتدر، برخوردهای سرکوب گرایانه را به ویژه در قرون ۱۹ و ۲۰ میلادی متحمل شدند. در این شرایط شیعیان برای سرپوش گذاشتن به تحقیرها و تبعیض‌هایی که بر آن‌ها اعمال می‌شد و غالباً از روی فقر اقتصادی به احزاب چپی و کمونیست جذب شدند. عمده بدنه نظامی این احزاب را شیعیان تشکیل می‌دادند. برخی شیعیان علاوه بر جذب به سازمان‌هایی با گرایش‌های مذهبی و سیاسی دیگر بعضاً مذهب خود را نیز تغییر می‌دادند.
شیعیان و مردم محروم جنوب لبنان نسبت به سایرین بدترین شرایط را از لحاظ محل اسکان، مسایل امنیتی، بهداشتی و اصلاحات عمرانی داشتند. مضاف بر آن عمده کارهای سنگین اعم از کارگری و… در لبنان بر عهده شیعیان بود. در واقع ساختار حاکم با اعمال فشارهای اقتصادی از یک سو و رواج فرهنگ مغایر با شئونات اسلامی از سویی دیگر، انزجار از مسلمان بودن و شیعه بودن را ترویج می‌کرد.

## آغاز فعالیت‌هایسید موسی صدر
ورود سید موسی صدر به لبنان خلاء رهبری پرقدرت شیعیان را پر کرد. موسی صدر با آغاز اقدامات خود از ابتدای دهه ۱۹۶۰. م تا اواخر دهه ۱۹۷۰ میلادی موجب تغییرات بنیادی در زندگی این طایفه گردید.
عمده این اقدامات عبارتند از:
1. تأسیس مراکز و مؤسسه‌های خاص شیعیان جهت بهبود وضع معیشتی و فرهنگی آنان
2. تأسیس مجلس اعلی شیعیان لبنان به عنوان اولین مرکز قانونی شیعیان با هدف تنظیم امورات مربوط به طایفه
3. اخذ امتیازات از دولت مرکزی و تأسیس مجلس جنوب در راستای بهسازی هر چه بیشتر اوضاع اجتماعی و اقتصادی شیعیان
4. برقراری ارتباط با سران کشورهای مختلف در جهت ایجاد صلح در لبنان
5. توجه و پیگیری مسئولیت‌های ملی و صیانت از استقلال و تمامیت ارضی لبنان
6. تأسیس نخستین سازمان غیردولتی شیعیان (حرکت المحرومین)
7. تأسیس نخستین سازمان شبه نظامی شیعیان (اَمل).

در شرایطی که تمامی طوایف از سال‌ها قبل نیروهای شبه نظامی خاص خود را تدارک دیده و در درگیری‌ها به نفع مصالح خود به میدان می‌فرستادند، سیدموسی صدر نخستین نیروی شبه نظامی شیعه را با همکاری دکتر مصطفی چمران از نیروهای نهضت آزادی ایران و مخالف حکومت شاه ایران که در مصر آموزش چریکی دیده بود، با همراهی دیگر جوانان شیعه سازمان‌دهی و صحنه سیاسی لبنان را متأثر از حضور این جنبش کرد. این تأثیر پس از فراز و نشیب‌های مختلف در طی بیش از سه دهه گذشته کماکان پابرجاست.
امل در خلال جنگ‌های داخلی لبنان به صورت مکرر با احزاب راستی و چپی که نسبت به حضور نظامی شیعیان معترض بودند درگیر شد. در این بین اقداماتی به منظور حذف فیزیکی رهبری و اعضای مؤثر آن در صحنه سیاسی لبنان صورت گرفت. اَمل در سال‌های اولیه جنگ داخلی به منظور حفظ سازمان آزادی‌بخش فلسطین تن به جنگی ناخواسته داد و از ساف در برابر مارونی‌ها با تمام امکانات دفاع کرد. با ربوده شدن سید موسی صدر و غیبت وی در صحنه سیاسی لبنان، سازمان دچار تحولات عمده‌ای شد.

## امل بعد از موسی صدر
با فوت صدر کاری نو در روند سیاست‌های این سازمان به وجود آمد.
رهبری جدید با بهره‌گیری از عناصر تکنوکرات، خط نظامی حاکم بر جنبش را با رویکردهای دیپلماتیک همراه کرد.
حضور نبیه بری رهبری سازمان در اجلاس آشتی ملی یا کمیته نجات در سال ۱۹۸۲م؛ و حمایت اَمل از طرح عدم درگیری با اسرائیل به منظور مصون ماندن از تعرضات این کشور به جنوب موجب بحران درون گروهی تشکیلات شد.
پایان جنگ ایران و عراق و تغییر برخی رویکردهای ایران و همین‌طور انعقاد قرارداد طایف، چرخش نسبی اَمل را به سوی ایران در پی داشت.
این گرایش به ارتباط ریشه دار بین شیعیان ایران و لبنان اشاره دارد.